# Grimmia campylotricha
Grimmia campylotricha är en bladmossart som beskrevs av C. Müller 1888. Grimmia campylotricha ingår i släktet grimmior, och familjen Grimmiaceae. Inga underarter finns listade i Catalogue of Life.